# Catherine Carr
Catherine Carr (ur. 27 maja 1954 w Albuquerque) – amerykańska pływaczka. Dwukrotna złota medalistka olimpijska z Monachium.
Największe sukcesy odnosiła w stylu klasycznym. Podczas IO 72 zdobyła po jednym medalu w konkurencji indywidualnej i sztafetowej. Triumfowała na 100 m żabką (pobiła rekord świata) oraz w sztafecie 4 × 100 m stylem zmiennym. Jej zwycięstwo było wielką niespodzianką.

## Starty olimpijskie
Monachium 1972
- 100 m żabką, 4 × 100 m stylem zmiennym –  złoto